# 久遠まこと
久遠 まこと（くおん まこと）は、日本の漫画家。静岡県在住。趣味はゲーム、洋楽鑑賞など。
『月刊少年エース』『エースアサルト』で数本読み切りを掲載したのち、『ひきょたん!!』を連載開始。

## 作品リスト

### 漫画作品

#### 連載
- ひきょたん!!（『月刊少年エース』2009年10月号 - 2011年3月号[2]）
- でじまんっ！（『4コマnanoエース』2011年Vol.2[3] - 2012年Vol.20号） - 単行本未収録あり。
- のろガール！（『月刊少年エース』2012年2月号 - 2013年2月号） -  単行本未収録あり。
- スカイ・ワールド（原作：瀬尾つかさ、『月刊ドラゴンエイジ』2014年2月号[4] - 2014年11月号）
- 自撮りガール!（『月刊!スピリッツ』2014年2月号[5] - 2016年2月号[6]）
- おやすいみん部（『月刊ドラゴンエイジ』2014年12月号[7] - 2015年11月号）
- 不登校の日常（『ComicWalker』2016年8月8日 - 2017年4月17日）
- ソープランドでボーイをしていました（原作：玉井次郎、『ComicWalker』2017年7月27日[8] - 2018年4月25日）
- ホームレス転生〜異世界で自由すぎる自給自足生活〜（原作：徳川レモン、『ComicWalker』2018年10月29日[9] - 2023年12月15日）
- 勇者に全部奪われた俺は勇者の母親とパーティを組みました！（原作：石のやっさん、『ComicWalker』2022年12月23日- 連載中）

#### 読み切り
- わらわが卑弥呼！（『エースアサルト』2008年SPRING号）
- みつるEmergency!（『月刊少年エース』2008年6月号）
- たたいてちょーだい！（『月刊少年エース』2008年7月号）
- 目と目があったら♪（『エースアサルト』2008年SUMMER号）
- ウォーターぷりんせす！（『エースアサルト』2008年SPRING号 - 2009年SPRING号）
- HJらんなうぇい！（『月刊少年エース』2009年3月号）
- S滅！委員会（『月刊少年エース』2009年6月号）
- 涼宮ハルヒの戦隊（原作：谷川流、『涼宮ハルヒの祝祭 ハルヒコミックアンソロジー』2009年） - 『涼宮ハルヒの憂鬱』のアンソロジー寄稿作品。
- えんどおぶさまー（原作：細田守、『サマーウォーズ 公式コミックアンソロジー』2010年） - 『サマーウォーズ』のアンソロジー寄稿作品。
- のろガール！（『月刊少年エース』2011年1月号）
- バカと愛情（原作：井上堅二、『バカとテストと召喚獣 コミックアンソロジー』2011年） - 『バカとテストと召喚獣』のアンソロジー寄稿作品。
- とあるアラサーの妄想録（『月刊ドラゴンエイジ』2013年7・8月号）
- パンツ☆爆裂魔法（原作：暁なつめ、『この素晴らしい世界に祝福を！コミックアンソロジー』2017年） - 『この素晴らしい世界に祝福を！』のアンソロジー寄稿作品。
- 夢か現か（『月刊コミックアライブ』2018年7月号）
- コンビニルーキー花咲（『月刊コミックアライブ』2018年8月号）
- 絶望のダリア（『月刊コミックアライブ』2018年10月号）
- さわやか物語（炭焼きさわやかホームページ[10]）

### 書籍
- 『ひきょたん!!』、角川書店〈角川コミックス・エース〉2010年 - 2011年、全3巻
- 『でじまんっ！』、角川書店〈角川コミックス・エースエクストラ〉2012年、全1巻
  1. 2012年10月23日発売[11]、ISBN 978-4-04-120463-4
- 『のろガール！』、角川書店〈角川コミックス・エース〉2012年 - 2013年、全2巻
  1. 2012年10月23日発売[12]、ISBN 978-4-04-120444-3
  2. 2013年1月24日発売[13]、ISBN 978-4-04-120622-5
- 『スカイ・ワールド』、原作：瀬尾つかさ、KADOKAWA〈ドラゴンコミックスエイジ〉2014年、全2巻
- 『自撮りガール!』、小学館〈ビッグコミックス〉2014年 - 2016年、全3巻
- 『おやすいみん部』、KADOKAWA〈ドラゴンコミックスエイジ〉2015年、全2巻
- 『不登校の日常』、KADOKAWA〈MFコミックス〉2017年、全2巻
- 『ソープランドでボーイをしていました』、原作：玉井次郎、KADOKAWA、2017年 - 2018年、全2巻
  1. 2017年11月22日発売[14][15]、ISBN 978-4-04-069537-2
  2. 2018年6月23日発売[16]、ISBN 978-4-04-069910-3
- 『ホームレス転生〜異世界で自由すぎる自給自足生活〜』、原作：徳川レモン、KADOKAWA〈MFコミックス〉2019年 - 2024年、全10巻
  1. 2019年3月22日発売[17][18]、ISBN 978-4-04-065556-7
  2. 2019年9月20日発売[19]、ISBN 978-4-04-064024-2
  3. 2020年3月21日発売[20]、ISBN 978-4-04-064499-8
  4. 2020年9月23日発売[21]、ISBN 978-4-04-064899-6
  5. 2021年3月22日発売[22]、ISBN 978-4-04-680258-3
  6. 2021年10月22日発売[23]、ISBN 978-4-04-680936-0
  7. 2022年3月22日発売[24]、ISBN 978-4-04-681220-9
  8. 2022年9月22日発売[25]、ISBN 978-4-04-681683-2
  9. 2023年3月22日発売[26]、ISBN 978-4-04-682238-3
  10. 2024年1月23日発売[27]、ISBN 978-4-04-682779-1
- 『勇者に全部奪われた俺は勇者の母親とパーティを組みました！』、原作：石のやっさん、KADOKAWA〈MFコミックス〉2023年 - 、既刊5巻（2025年4月23日現在）
  1. 2023年5月23日発売[28][29]、ISBN 978-4-04-682490-5
  2. 2023年11月22日発売[30]、ISBN 978-4-04-682976-4
  3. 2024年4月23日発売[31][32]、ISBN 978-4-04-683601-4
  4. 2024年10月23日発売[33][34]、ISBN 978-4-04-683991-6
  5. 2025年4月23日発売[35]、ISBN 978-4-04-684684-6

### その他
- 漫ドリル1（美術出版社）イラスト
- 激安でプロ並 安く始めるCGイラスト（美術出版社）イラスト
- 勇者に全部奪われた俺は勇者の母親とパーティを組みました！ NOVEL（ファミ通文庫、著：石のやっさん、2024年 - ）イラスト